# Tóth-palota (Szeged)
A Tóth-palota a szegedi Tisza Lajos körút külső oldalán álló neorokokó stílusban épült lakóépület. A Kótay Pál által tervezett épület helyi védelem alatt áll. 
A palotát egy vállalkozó testvérpár, Tóth Ferenc és Pál rendelte meg. A Tisza Lajos körút és a Kálvin tér sarkán elhelyezkedő telekről jó kilátás nyílt az elegáns körút belvárosi szakaszára. A Tóth-testvérek Kótay Pált, a korszak ismert szegedi építészét kérték föl az épület megtervezésére. Kótay az ötszögletű telekre elegáns neorokokó polgári házat tervezett. Az emeleteken négy és ötszobás polgári lakásokat építettek ki, amelyekhez cselédszoba is tartozott. A lakásoknak két-két ajtajuk nyílt a ház folyosójára. A tervező ezzel azt kívánta lehetővé tenni, hogy a bérlők lakásuk egy-egy szobáját irodaként vagy rendelőként hasznosítsák. A házmesteri lakást a mosókonyhák és tárolóhelyiségek mellett, a pincében alakították ki. A saroktoronyra részletesen kidolgozott korláttal ellátott erkély került. 
A Tóth-testvérek még az előtt birtokba vették az épületet, hogy letelt volna a városi építési hatóság által kiszabott száradási határidő. A szabálytalanság miatt konfliktus alakult ki a város és a tulajdonosok között, a lakások lakhatási engedélyét ezért csak 1902-től állította ki a hatóság. Az épületbe ügyvédek, hivatalnokok és orvosok költöztek, köztük Kiss Ferenc királyi erdőmester is. Az épületen a későbbiekben csak kisebb átalakításokat végeztek. 1941-ben a második világháború miatt a pincében óvóhelyet hoztak létre. 1957-ben az udvaron álló istállókat lakássá alakították át. 